# Джордж, Сьюзан (политолог)

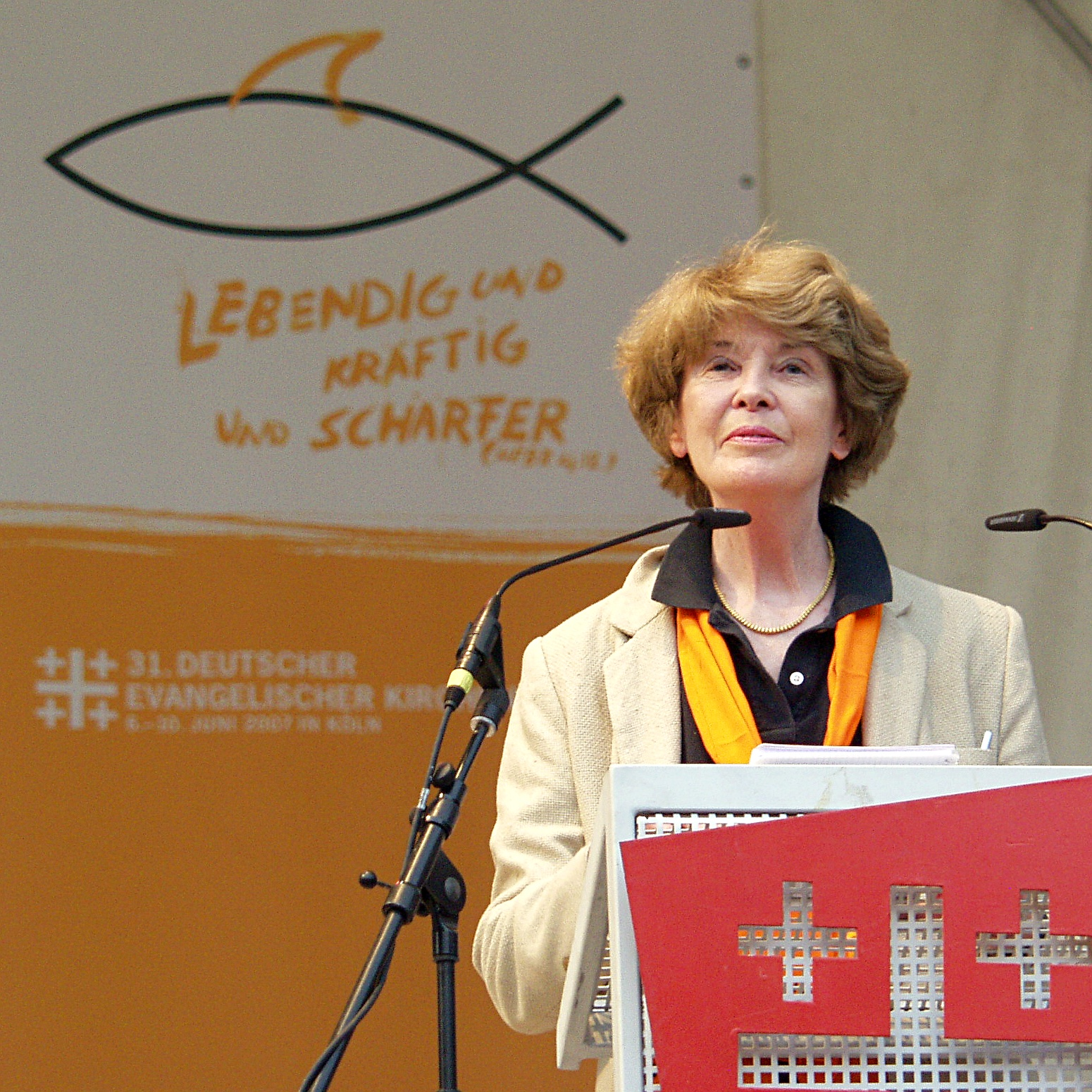
Сьюзан Джордж

Сью́зан Джордж (англ. Susan George; 29 июня 1934, Акрон, Огайо, США) — американский и французский «лево-зелёный» политолог, социальный активист, критик Всемирного банка, МВФ, «политики идентичностей». Тематика — развитие, долг, Третий мир.

## Биография
Родилась в семье страхового брокера Уолтера Акерса и домохозяйки Эдит Акерс. Образование: степень с двойной специализацией по французскому языку и государственному управлению — колледж Смит в США и Институт политических исследований (Париж); «Licenccees Philosophie» — Сорбонна; докторская степень по североамериканским исследованиям (раздел «Политическая наука») — Высшая школа социальных исследований, Парижский университет.
В конце 1960-х годов участвовала в протестах против войны во Вьетнаме, после переворота в Чили в сентябре 1973 года помогала чилийским политическим эмигрантам.
В 1973 году участвовала в основании Транснационального института в Амстердаме, возглавила его.
В 1976 году опубликовала книгу о голоде в мире (How the Other Half Dies: The Real Reasons for World Hunger), затем написала ещё ряд книг подобного содержания.
В 1990—1995 годах входила в руководство организации Greenpeace International, с 1999 по 2006 год была вице-президентом организации Association for Taxation of Financial Transactions to Aid Citizens (ATTAC France).

## Книги
- Доклад Лугано. О сохранении капитализма в XXI веке — Ультра.Культура, Екатеринбург, 2005 — ISBN 5-9681-0048-6
- How the Other Half Dies. An analysis of the real reasons for world hunger — Penguin, 1976 — ISBN 0-14-013569-3
- Feeding the Few. Corporate Control of Food — Institute for Policy Studies, Washington, 1979 — ISBN 0-89758-010-9
- Les stratèges de la faim — Grounauer, 1981
- Food for Beginners — Writers and Readers, 1982 — ISBN 0-906495-85-7 (в соавторстве с Н. Пейджем)
- Ill Fares the Land. Essays on Food, Hunger, and Power — Institute for Policy Studies, Washington, 1984 — ISBN 0-89758-039-7
- A Fate Worse Than Debt. An analysis of the reasons for Third World debt — Penguin, 1988 — ISBN 0-14-022789-X
- The Debt Boomerang. Continuing the theme of Third World debt and its harmful effects — Pluto Press[англ.], 1992 — ISBN 0-7453-0594-6
- Faith and Credit. The World Bank’s Secular Empire — Westview Press, 1994 — ISBN 0-8133-2607-9 (в соавторстве с Ф. Сабелли)
- La Suisse aux enchères — Zoe, 1997 ISBN 2-88182-302-5 (в соавторстве с Ф. Сабелли)
- The Lugano Report: On Preserving Capitalism in the 21st Century — Pluto Press, London 1999 — ISBN 0-7453-1532-1
- Pour & Contre. La Mondialisation Libérale — Grasset, Paris, 2004 (в соавторстве с М. Вулфом)
- Another world is possible if… — Verso books&TNI, London/New York, 2004 — ISBN 1-84467-510-6
- Nous, peuples d’Europe — Fayard, 2005 — ISBN 2-213-62546-8
- Hijacking America: How the Religious and Secular Right Changed What Americans Think — Polity Press, 2008
- Whose Crisis, Whose Future? — Polity Press, 2010
- How to win the Class War — The Lugano Report II 2013 ISBN 978-90-70563-18-9 (Cette fois, en finir avec la démocratie. Le Rapport Lugano II — Éditions du Seuil, 2012)
- Shadow Sovereigns: How Global Corporations Are Seizing Power 2015 (Polity) ISBN 978-0-7456-9782-6